# Caloramphus
Caloramphus är ett släkte i familjen asiatiska barbetter inom ordningen hackspettartade fåglar. Släktet omfattar endast två arter som förekommer på Malackahalvön, Sumatra och Borneo:
- Brunbarbett (C. fuliginosus)
- Sotbrun barbett (C. hayii)

Släktet stavades tidigare Calorhamphus.